# Louise Rosengreen
Louise Rosengreen (født 1983) er en dansk digter. 

Rosengreen er uddannet i dansk og historie på RUC og fra forfatterskolen i Lund. 

## Eksterne referencer
http://www.louiserosengreen.dk
http://www.information.dk/126840 interview i Information